# Troskalknetje
Het troskalknetje (Badhamia utricularis) is een slijmzwam uit de familie Physaraceae. Het leeft saprotroof. De slijmzwam koloniseert de schors of het dode hout van loof- en naaldbomen. De vruchtlichamen worden gevormd tussen september en april, behalve bij vorst. Soms zijn ze al in de zomer te vinden.

## Kenmerken

### Uiterlijke kenmerken
De vruchtlichamen vormen talrijke druifvormige trossen die dicht opeengepakte groepen vormen. De vorm van de vruchtlichamen is bolvormig, meestal ovaal, maar kunnen ook ei- of peervormig zijn.
De kleur van deze slijmzwammen is in jonge stadium oranje en in latere stadium worden ze leigrijs. In zeldzame gevallen door calciumgebrek zijn ze diep donkerblauw getint. Soms heeft hun oppervlak een metaalachtig uiterlijk. De vruchtlichamen bereiken een diameter van 0,4 tot 1,5 millimeter en een lengte van één tot twee millimeter. Ze bevinden zich op dunne, draadachtige tot lintachtige stengels, waaraan ze meestal hangen.
De schaal (peridium) bestaat uit een dunne schil. Het oppervlak kan gerimpeld worden door kalk. Het peridium kan onregelmatig scheuren in het bovenste gedeelte, maar is vaak bijna volledig in tact. Nadat de sporen zijn verdwenen, ziet het er helder wit uit. In doorvallend licht zijn er kronkelende lijnen te zien die een onvolledig netwerk kunnen vormen.
De steel is strogeel tot bruin van kleur en vrij kwetsbaar, 0,5 tot 3 millimeter dik en 5 millimeter lang, zelden langer. Ze zijn vaak gebundeld en lijken hierdoor op droog gras. Meerdere stelen vormen kruisverbindingen met elkaar.
Het plasmodium is geel tot oranjegeel.

### Microscopische kenmerken
Het capillitium vormt een grofmazig net dat aan het peridium is bevestigd. Het bestaat uit platte, lintachtige buizen gevuld met kleurloze kalk. De strengen zijn 5 tot 30 μm dik. Op de kruispunten zijn ze boogvormig afgerond of driehoekig geëxpandeerd.
De sporen zijn vrij of bevestigd in kleine, gemakkelijk te scheiden klontjes. Ze zijn rond van vorm, maar kunnen ook wat onregelmatig zijn. Ze hebben een diameter van 9 tot 12 μm . Donkerbruine wratten zijn gelijkmatig verdeeld over het oppervlak. Deze zijn tot een micrometer hoog. In bulk kleuren ze zwart-bruin.

## Verspreiding
Het troskalknetje komt wereldwijd voor en is een algemene soort in Midden-Europa. In Nederland komt het algemeen voor . 